# حیدرآباد (هنام)
حیدرآباد یک روستا در ایران است که در دهستان هنام شهرستان سلسله در استان لرستان واقع شده‌است. حیدرآباد ۸۷ نفر جمعیت دارد.

## جمعیت
این روستا در بخش مرکزی شهرستان سلسله قرار دارد و براساس سرشماری مرکز آمار ایران در سال ۱۳۸۵، جمعیت آن ۸۷ نفر (۲۰ خانوار) بوده‌است.